# Polygala altomontana
Polygala altomontana är en jungfrulinsväxtart som beskrevs av Lüdtke, Boldrini och Miotto. Polygala altomontana ingår i släktet jungfrulinssläktet, och familjen jungfrulinsväxter. Inga underarter finns listade i Catalogue of Life.